# Bsissa
La bsisa és una preparació dolça a base de cereals d'origen amazic que a Tunísia se serveix sobretot per esmorzar. En aquest país són una mena de farinetes de blat o ordi, més o menys líquides segons si es fan amb aigua o llet o bé amb oli d'oliva, que es perfumen amb marduix, coriandre, anís i fonoll. Hi han variants d'aquestes farinetes dolces i especiades (de vegades amb comí, anís, etc.) en altres països del Magrib, com Líbia o Algèria, on són anomenades howira, zumita, etc.